# Варзеа (Фелгейраш)
Варзеа (порт. Várzea) — район (фрегезия) в Португалии, входит в округ Порту. Является составной частью муниципалитета Фелгейраш. По старому административному делению входил в провинцию Дору-Литорал. Входит в экономико-статистический субрегион Тамега, который входит в Северный регион.
Население составляет 2412 человека на 2001 год. Занимает площадь 2,55 км².